# 10엔 동전
10엔 동전(일본어: 十円硬貨)은 일본이 발행하는 보조 동전의 하나이다. 소재는 황동(구리 95%, 아연 3%-4%, 주석 1%-2%), 테두리는 평면이며 무게는 4.5g, 지름은 23.5mm, 두께는 1.5mm이다.
앞면에는 일본국(日本国)과 10엔(十円)을 뜻하는 문자가 새겨져 있고 뵤도인 봉황당 그림이 그려져 있다. 뒷면에는 10엔을 뜻하는 아라비아 숫자 "10"과 제조년도가 쓰여져 있고 상록수 잎이 그려져 있다.
1951년부터 1958년까지는 테두리에 톱니무늬가 새겨져 있는 동전이 통용되었지만 1959년 이후부터는 테두리에 톱니무늬가 새겨져 있지 않은 동전이 통용되고 있다.

## 연혁
- 1871년: 구 10엔 금화(본위 금화) 발행.
- 1897년: 신 10엔 금화(본위 금화) 발행.
- 1950년: 10엔 니켈 황동화가 발행될 예정이었지만 한국 전쟁으로 인한 니켈 원가 상승 등으로 인해 취소됨. 자료용을 제외하고 모두 폐기됨. (소재: 양은(구리 55%-60%, 니켈 16%-18%, 아연 22-29%, 무게: 2.75g, 지름: 20.0mm, 도안 소재: 차나무(앞면), 구멍의 크기: 5mm)
- 1953년: 10엔 동전 발행. (1951년에 제조되었으며 테두리에 톱니무늬가 새겨져 있음)
- 1959년: 테두리에 톱니무늬가 새겨져 있지 않은 10엔 동전이 발행됨.

### 역대 동전

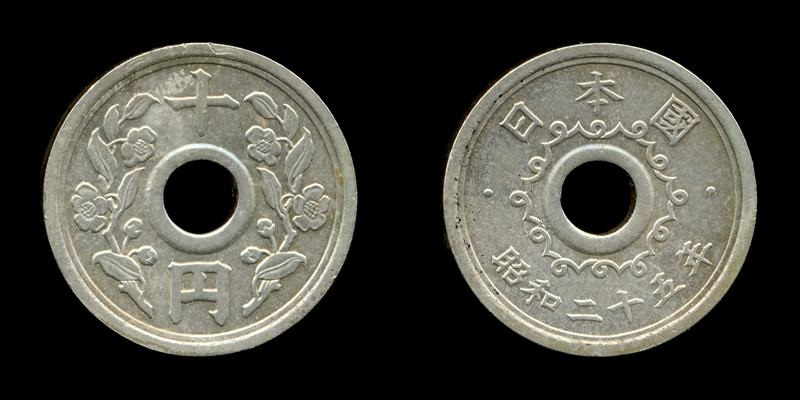
1950년에 제작되었지만 발행되지 못한 10엔 동전
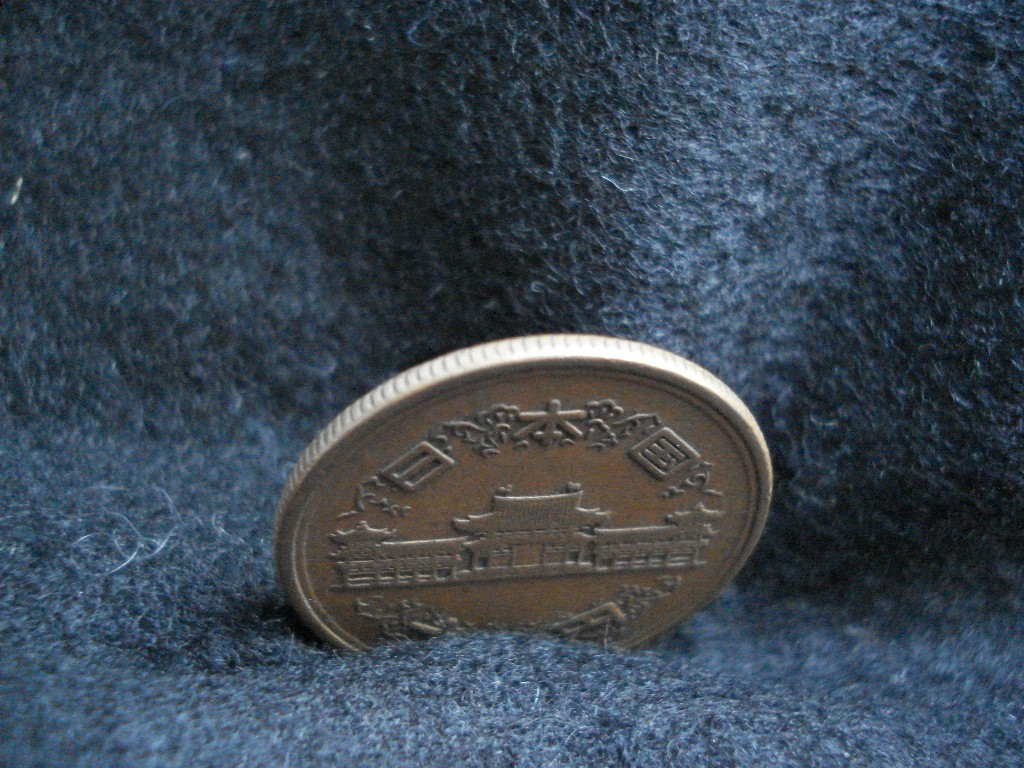
1952년에 발행된 10엔 동전의 테두리
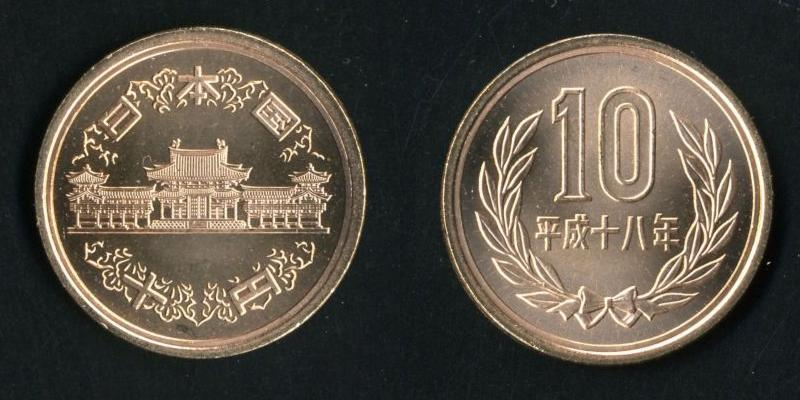
2006년에 발행된 10엔 동전